# جامع شهاب الدين باشا
جامع شهاب الدين باشا (بالتركية: Şehabeddin Paşa Camii) أو جامع كيرزالي (بالتركية: Kirazlı Camii)، هو مسجد بناه شهاب الدين پاشا الخادم في أدرنة بتركيا في عهد السلطان مراد الثاني.

## تاريخه
بُني هذا الجامع عام 1436م على يد القائد العثماني شهاب الدين پاشا الخادم كمسجد صغير بسقف خشبي ومئذنة واحدة، إلا أن شكله الحالي يختلف عن تصميمه الأصلي.
نُقلت بعض أجزاء أبواب الجامع الأصلية، التي تشبه أبنية العصر السلجوقي، إلى القسم المتحفي في مكتبة السلطان سليم، وذلك بناءً على نصيحة رفعت بك عثمان (1874م-1933م) الذي أسس المتحف الأثري، أول متحف في أدرنة، في باحة جامع السليمية في عام 1925م.

## معرض الصور

مدخل جامع شهاب الدين بمدينة إدرنة بتركيا، والمعروف حاليا بجامع كيرازلي
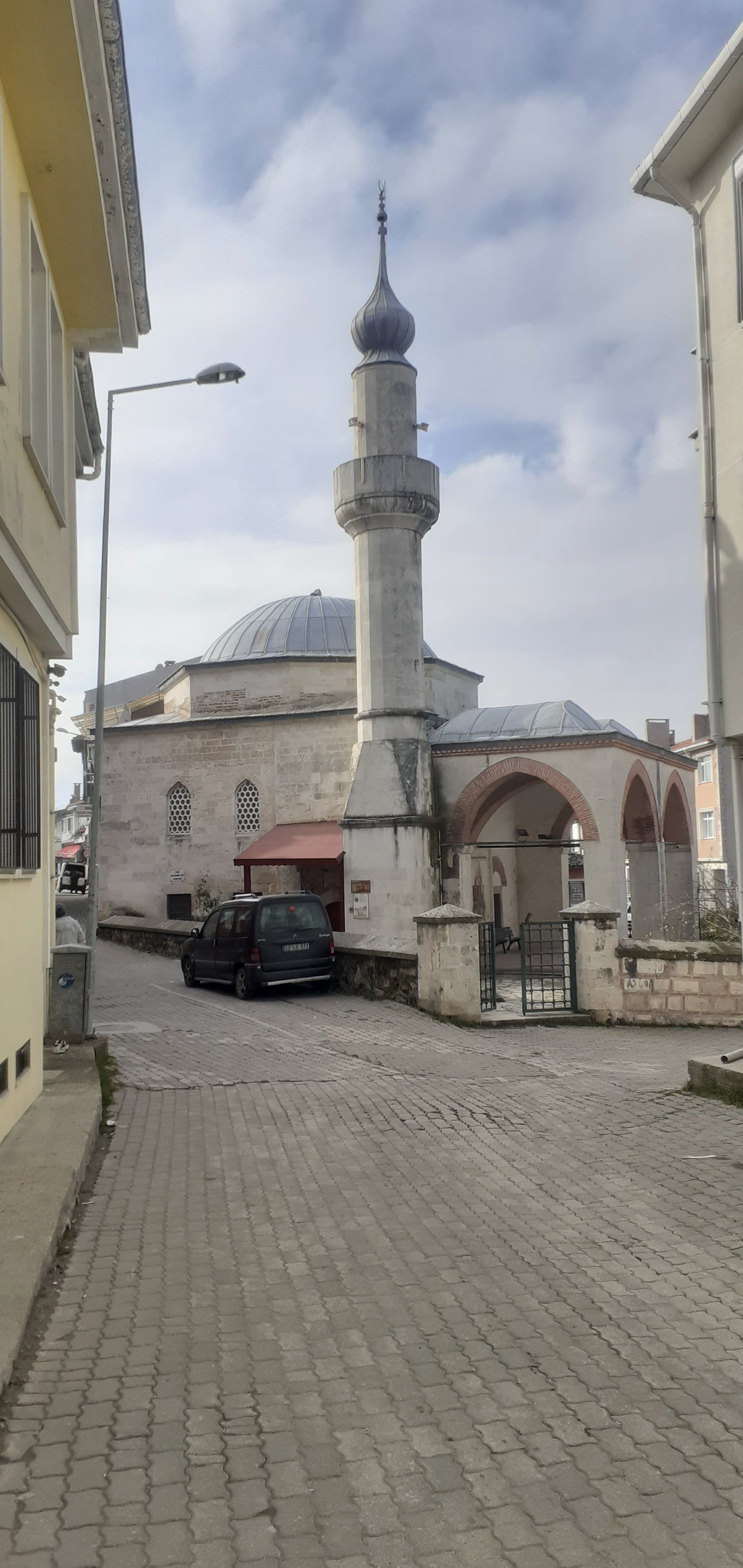
جامع شهاب الدين بمدينة إدرنة بتركيا، والمعروف حاليا بجامع كيرازلي.
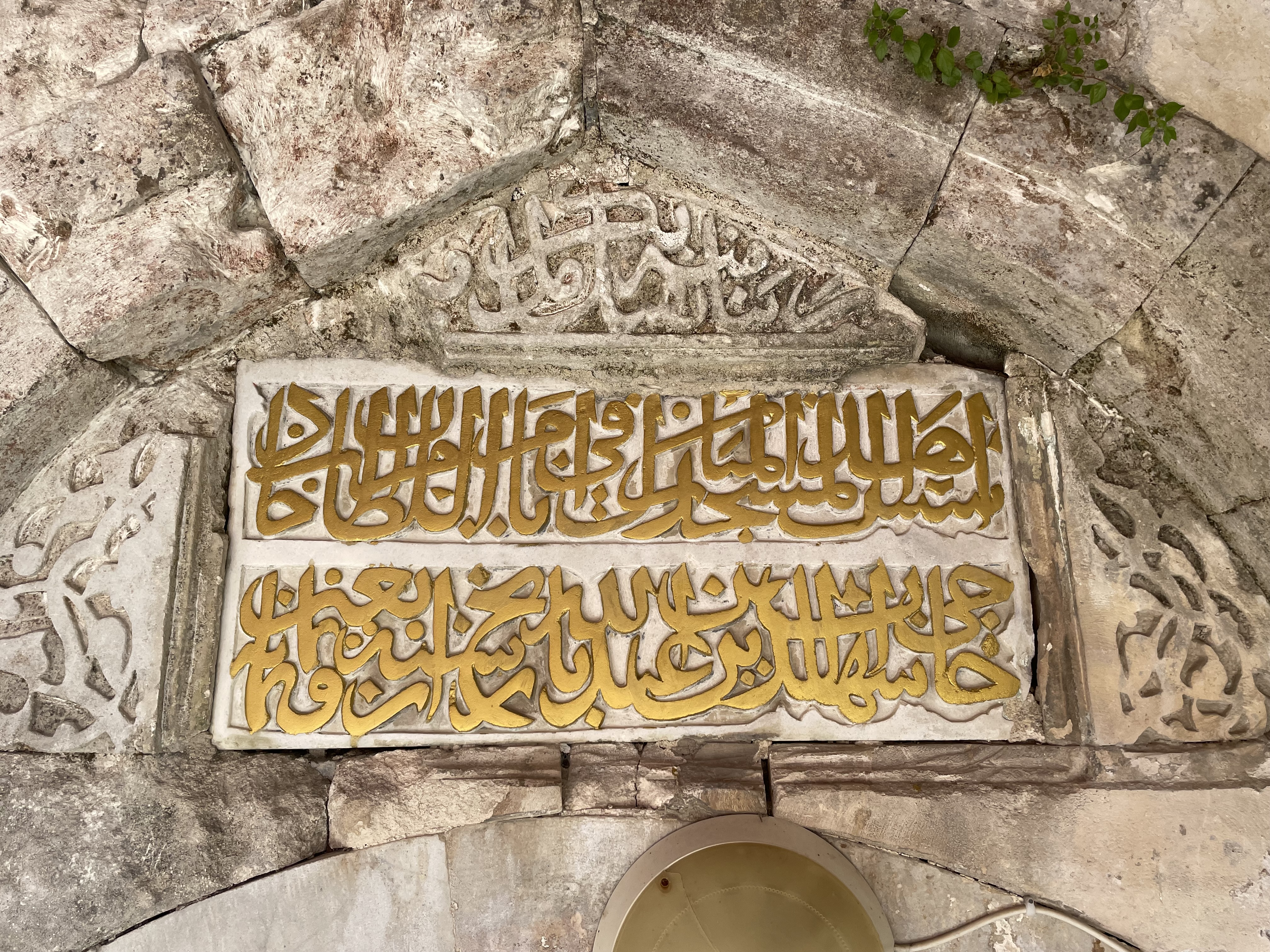
النص التأسيسي الموجود على باب جامع شهاب الدين شاهين پاشا، أو جامع كيرازلي بمدينة أدرنة بتركيا، ومنه عُرف أن اسم والده "عبد الله": أُسس هذا المسجد المبارك أيام السلطان مراد خان حاجي شهاب الدين بن عبد الله تاريخ سنة أربعين وثمانمائة
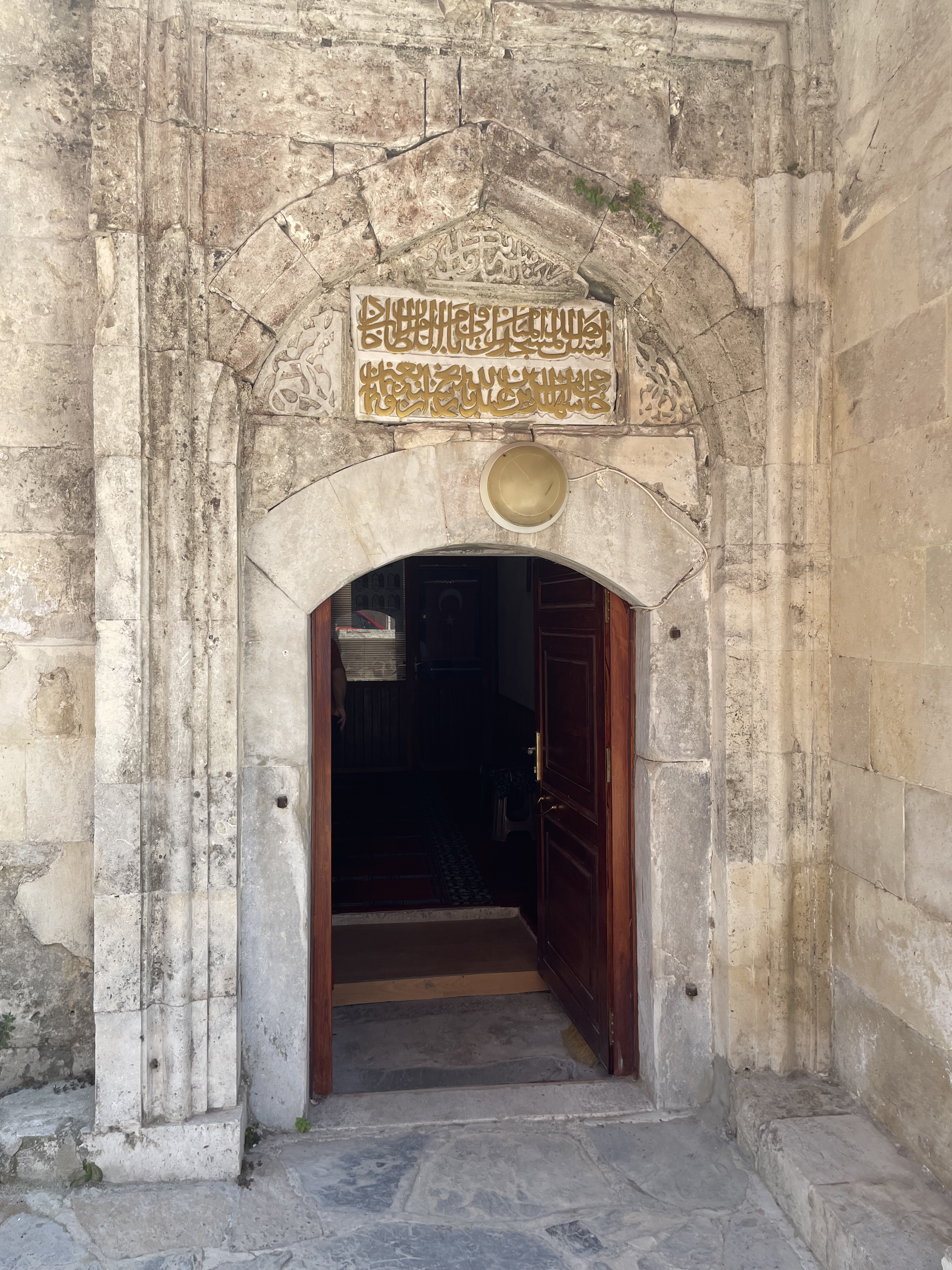
باب جامع شهاب الدين بمدينة إدرنة بتركيا، والمعروف حاليا بجامع كيرازلي، وتعلوه اللوحة التأسيسية للجامع.
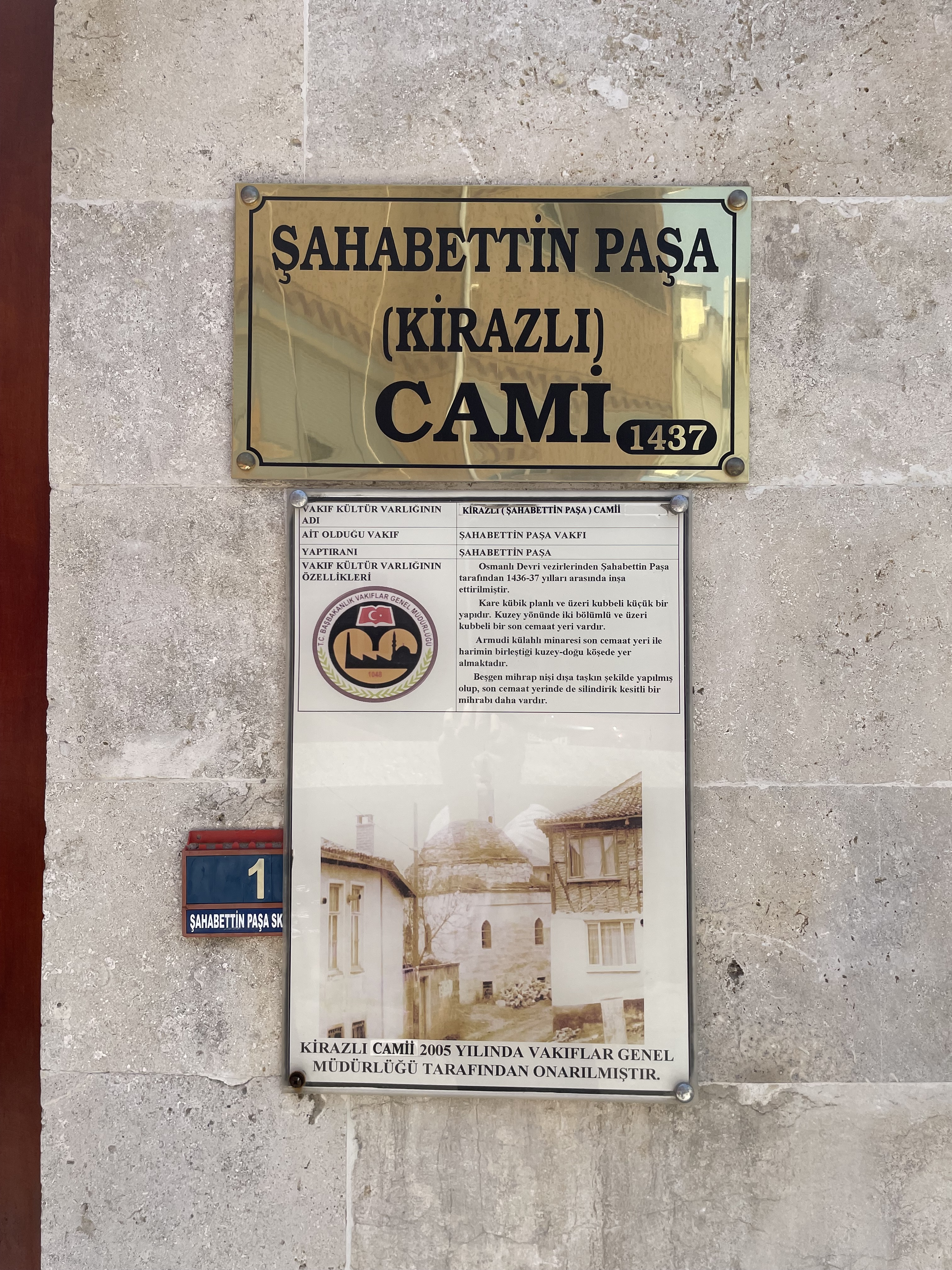
لوحة عليها اسم الجامع وتاريخ بناءه 1437م بجانب باب الجامع

ساحة الصلاة بجامع شهاب الدين بمدينة إدرنة بتركيا، والمعروف حاليا بجامع كيرازلي
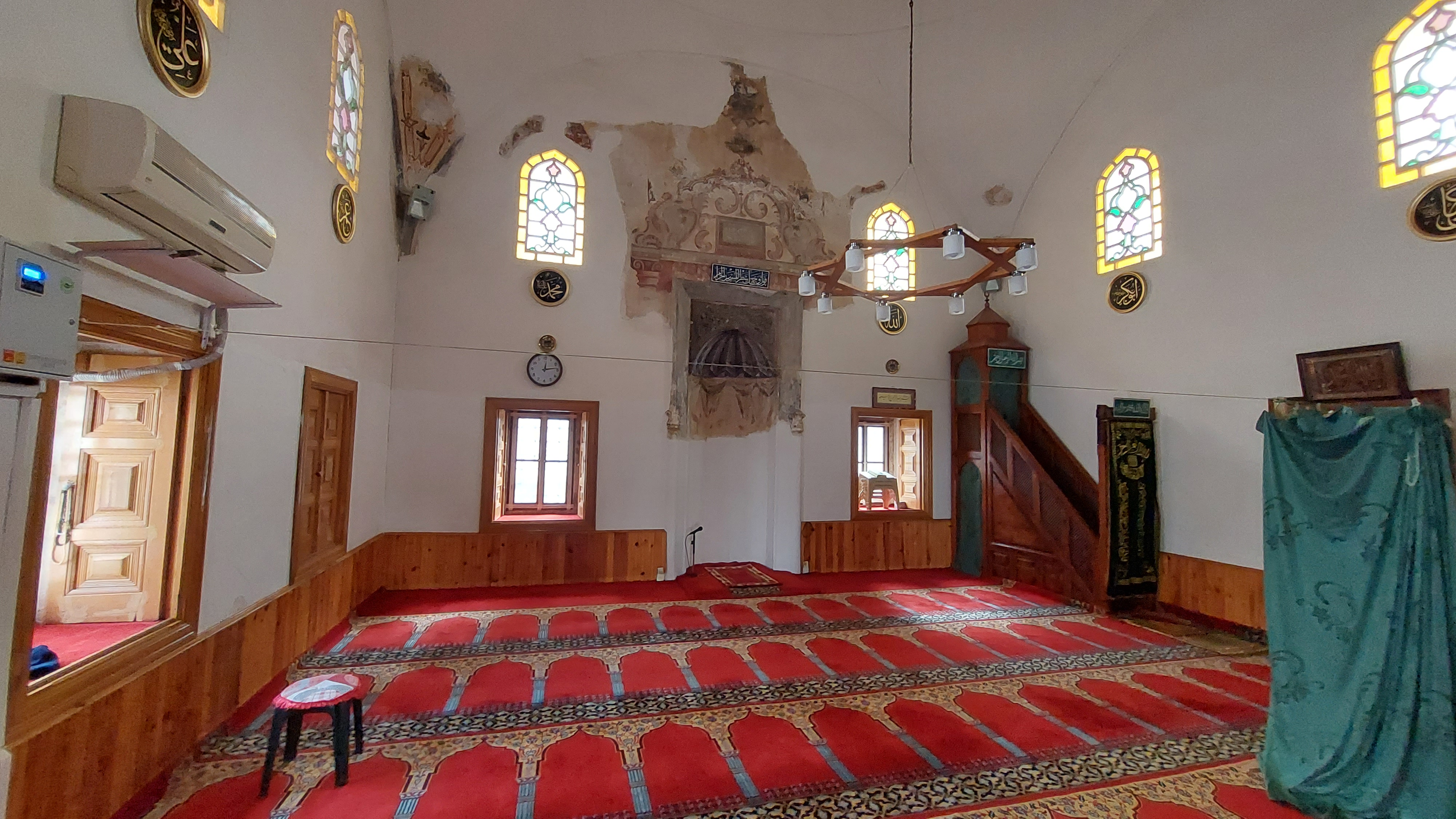
منظر داخلي من جامع شهاب الدين بمدينة إدرنة بتركيا، والمعروف حاليا بجامع كيرازلي.
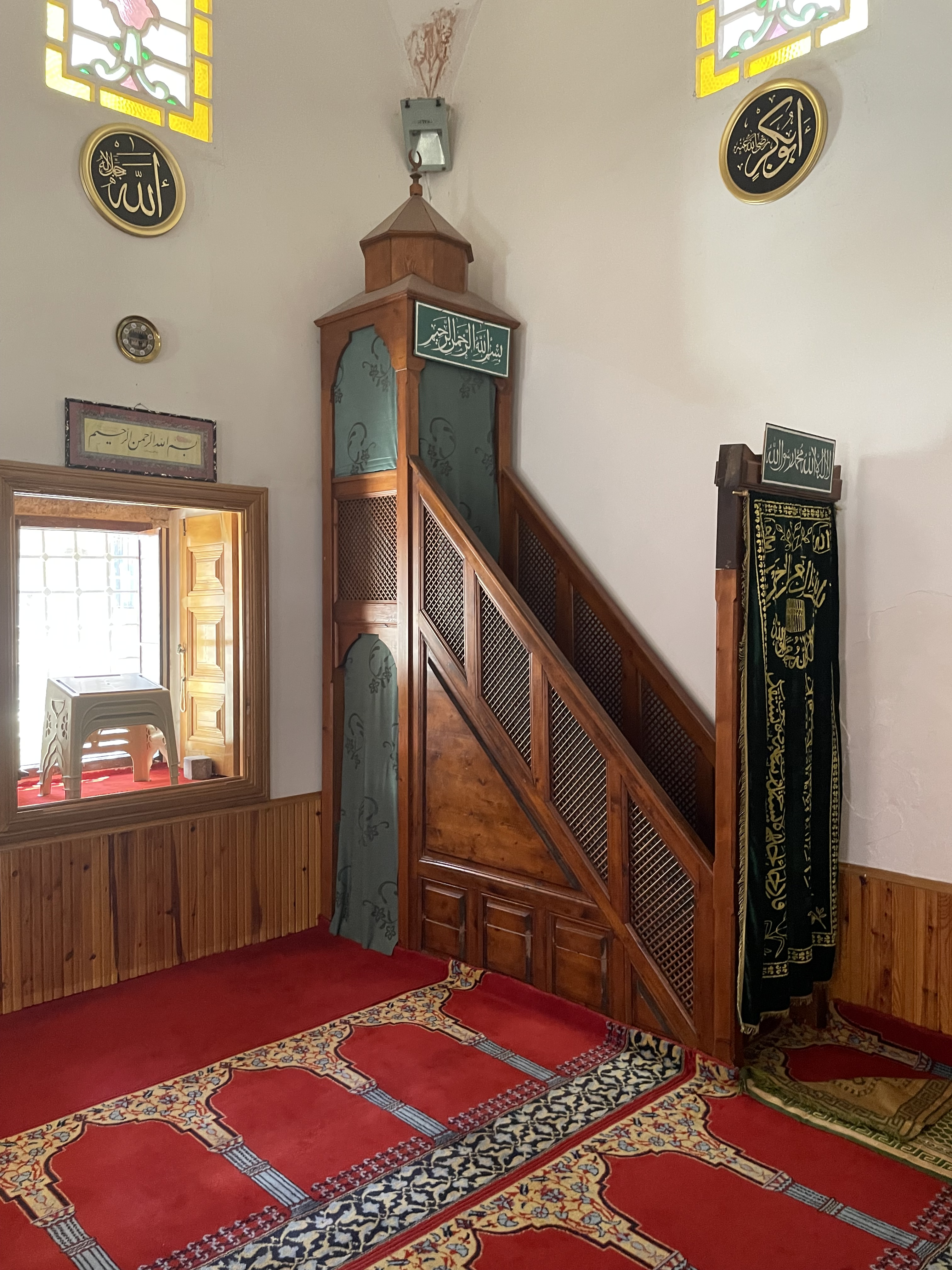
منبر جامع شهاب الدين بمدينة إدرنة بتركيا، والمعروف حاليا بجامع كيرازلي.
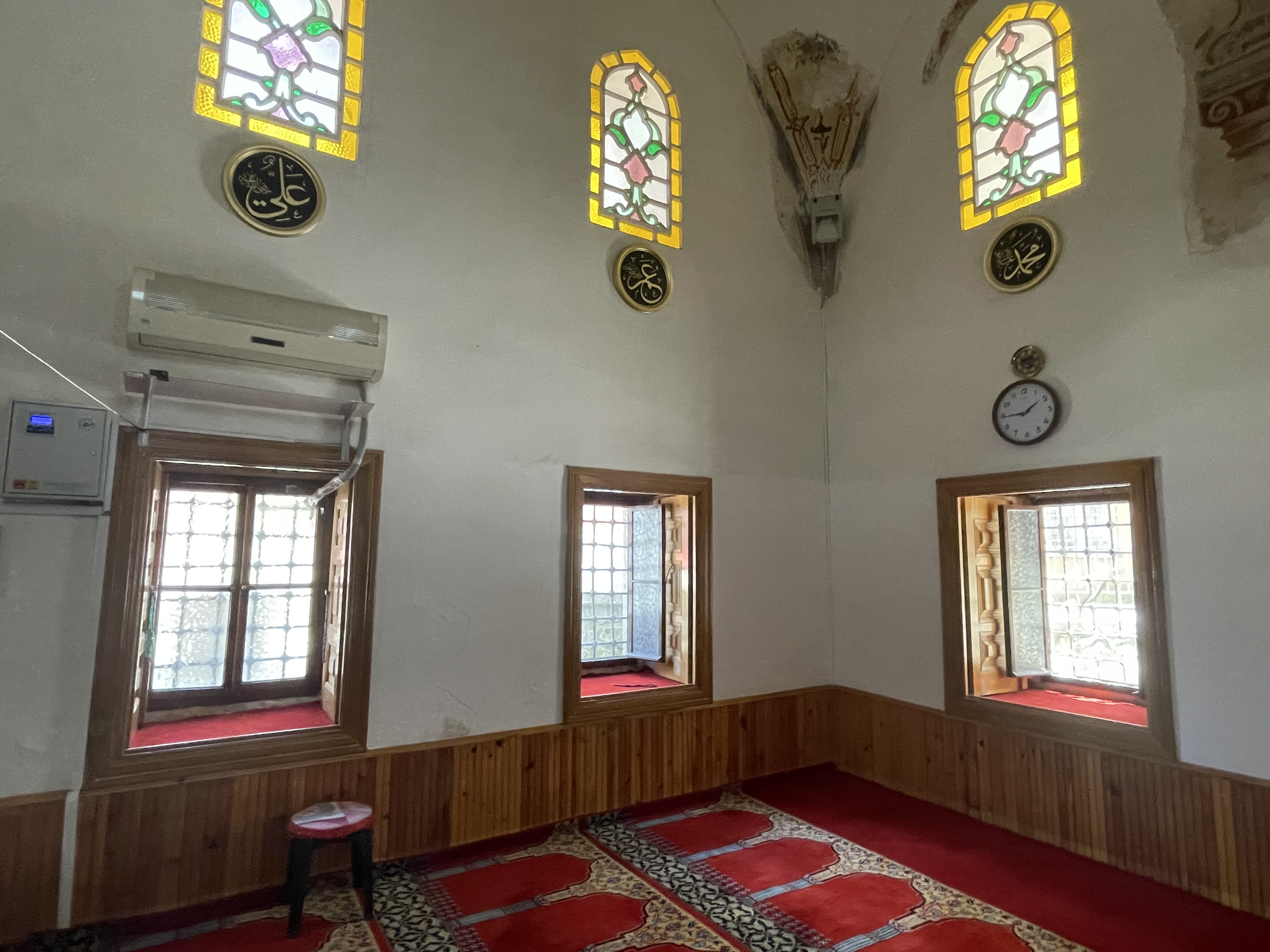
الإضاءة الداخلية عبر الشبابيك والزجاج الملون في جامع شهاب الدين بمدينة إدرنة بتركيا، والمعروف حاليا بجامع كيرازلي.
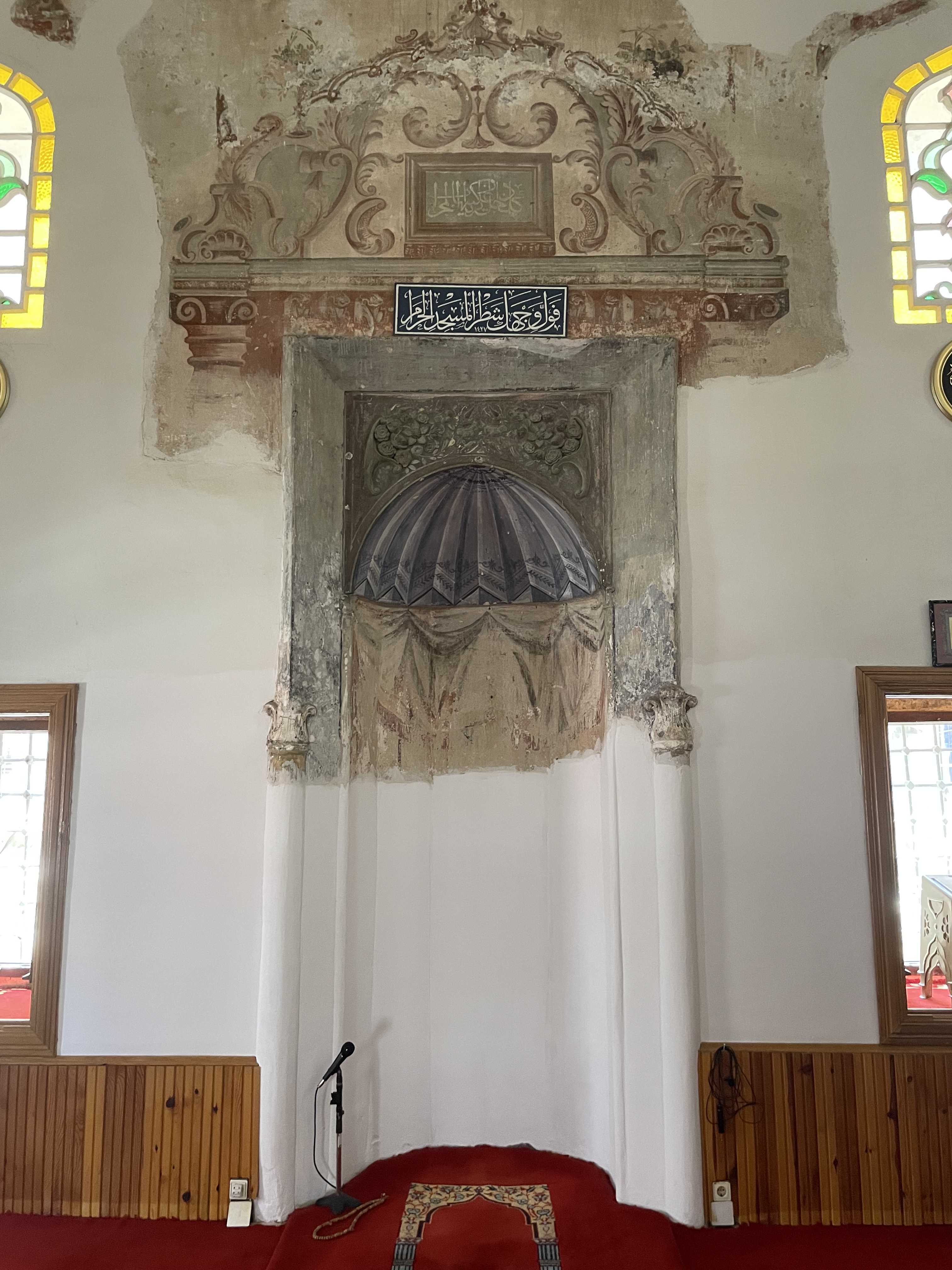
محراب جامع شهاب الدين شاهين پاشا، أو جامع كيرازلي بمدينة أدرنة بتركيا

ساحة جامع شهاب الدين بمدينة إدرنة بتركيا، والمعروف حاليا بجامع كيرازلي
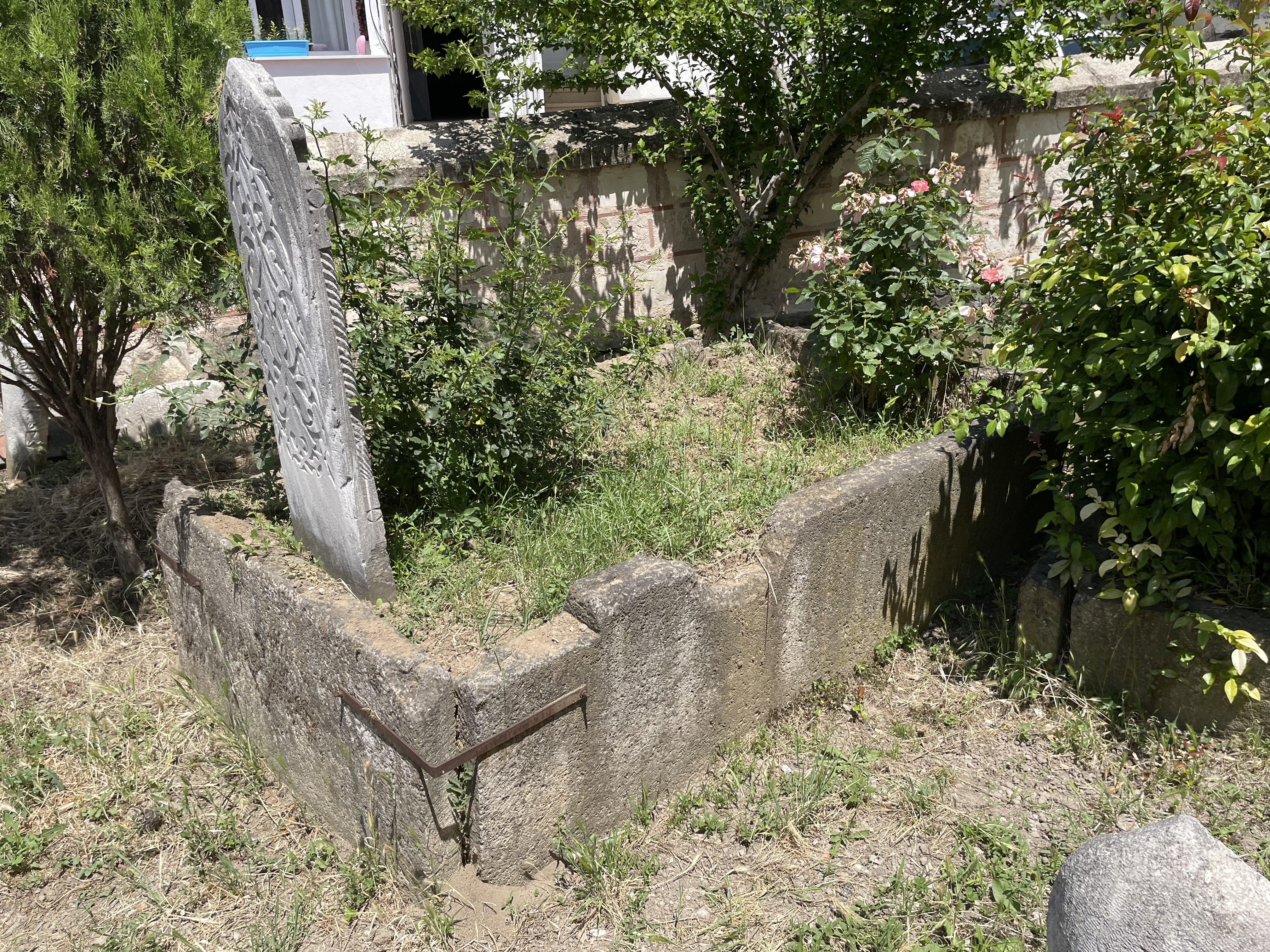
أحد القبور في ساحة الجامع الخلفية
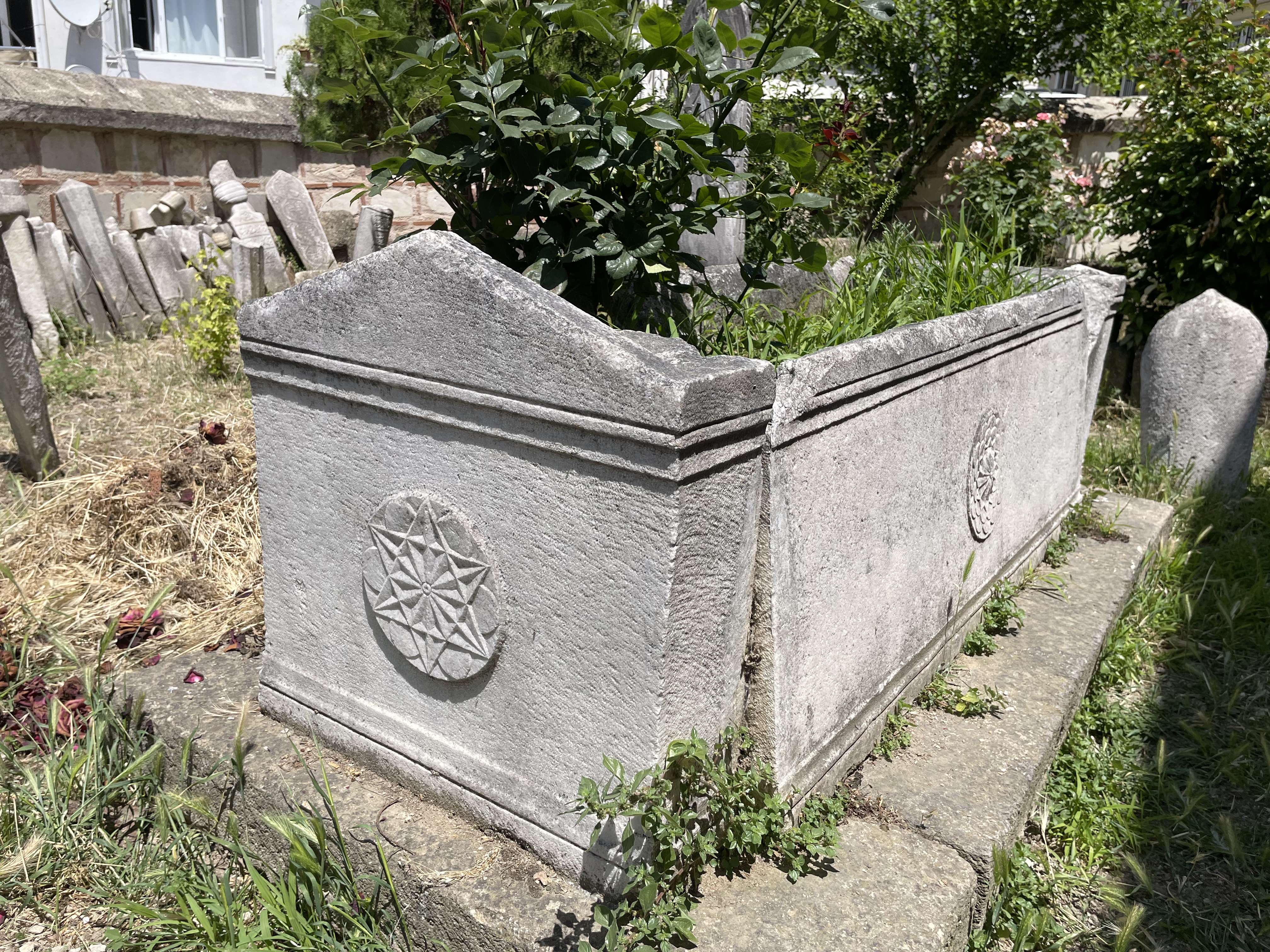
أحد القبور في ساحة الجامع الخلفية
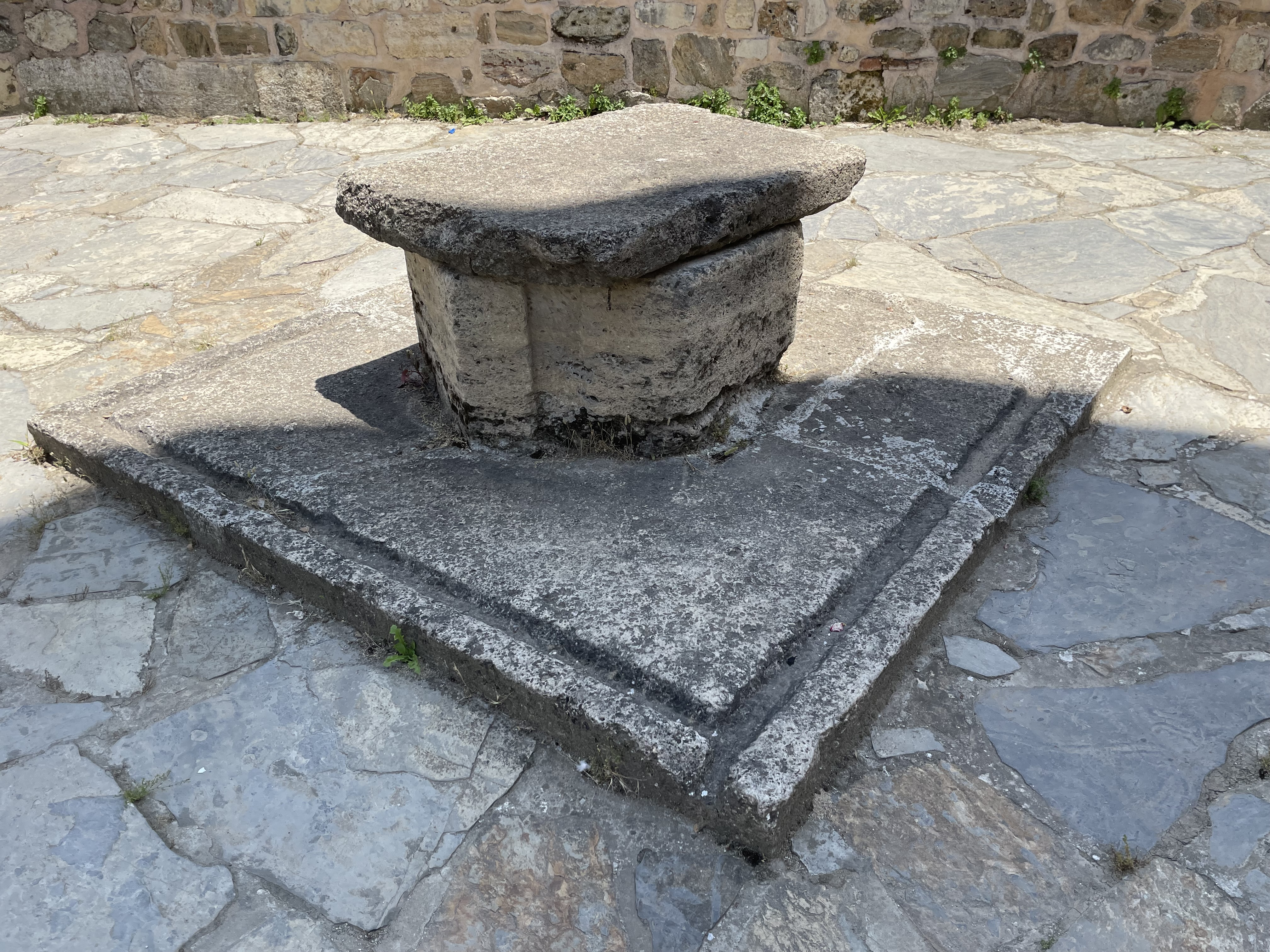
بئر ماء قديم أمام باب الجامع

صور مختلفة من جامع شهاب الدين
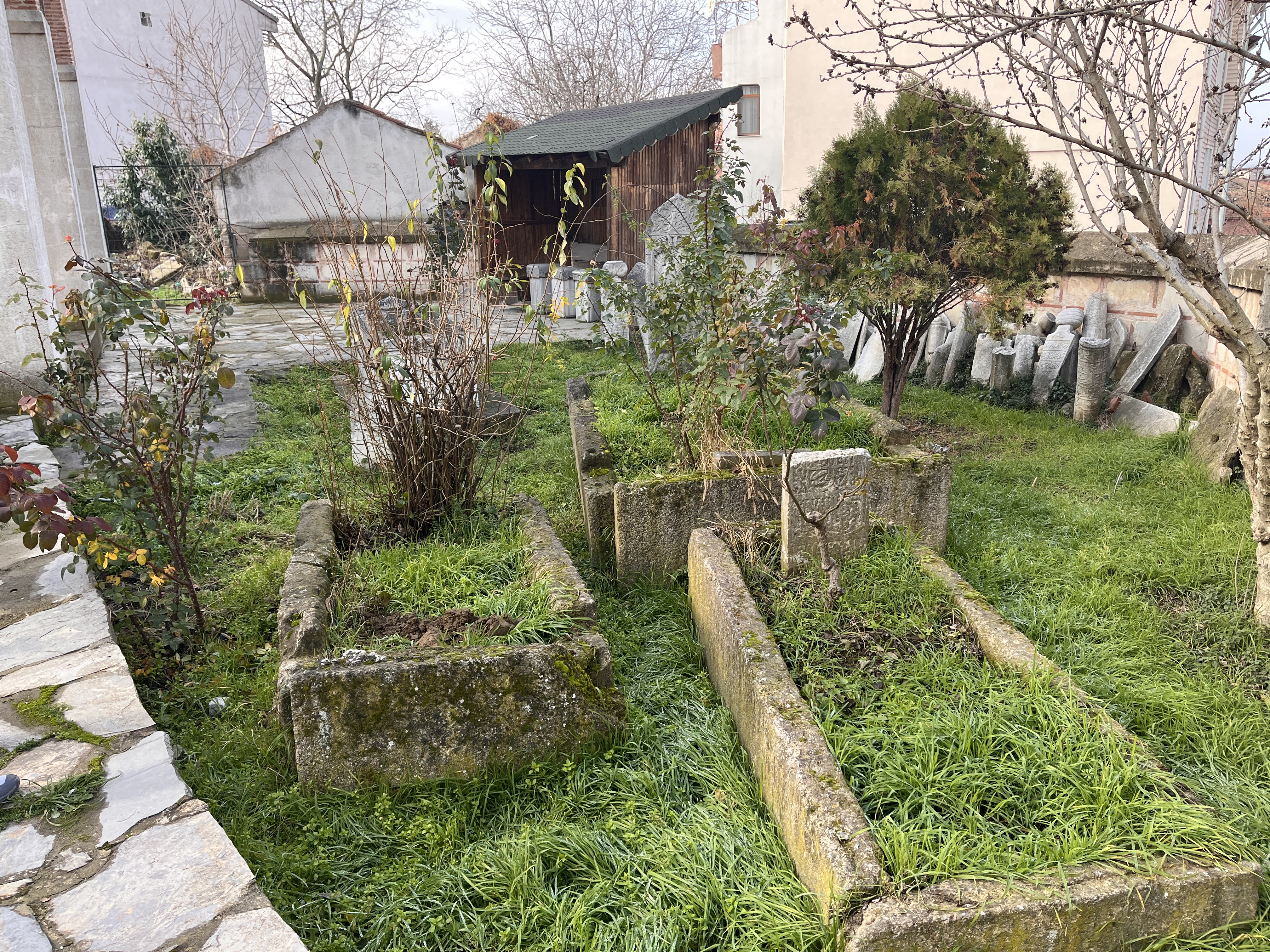
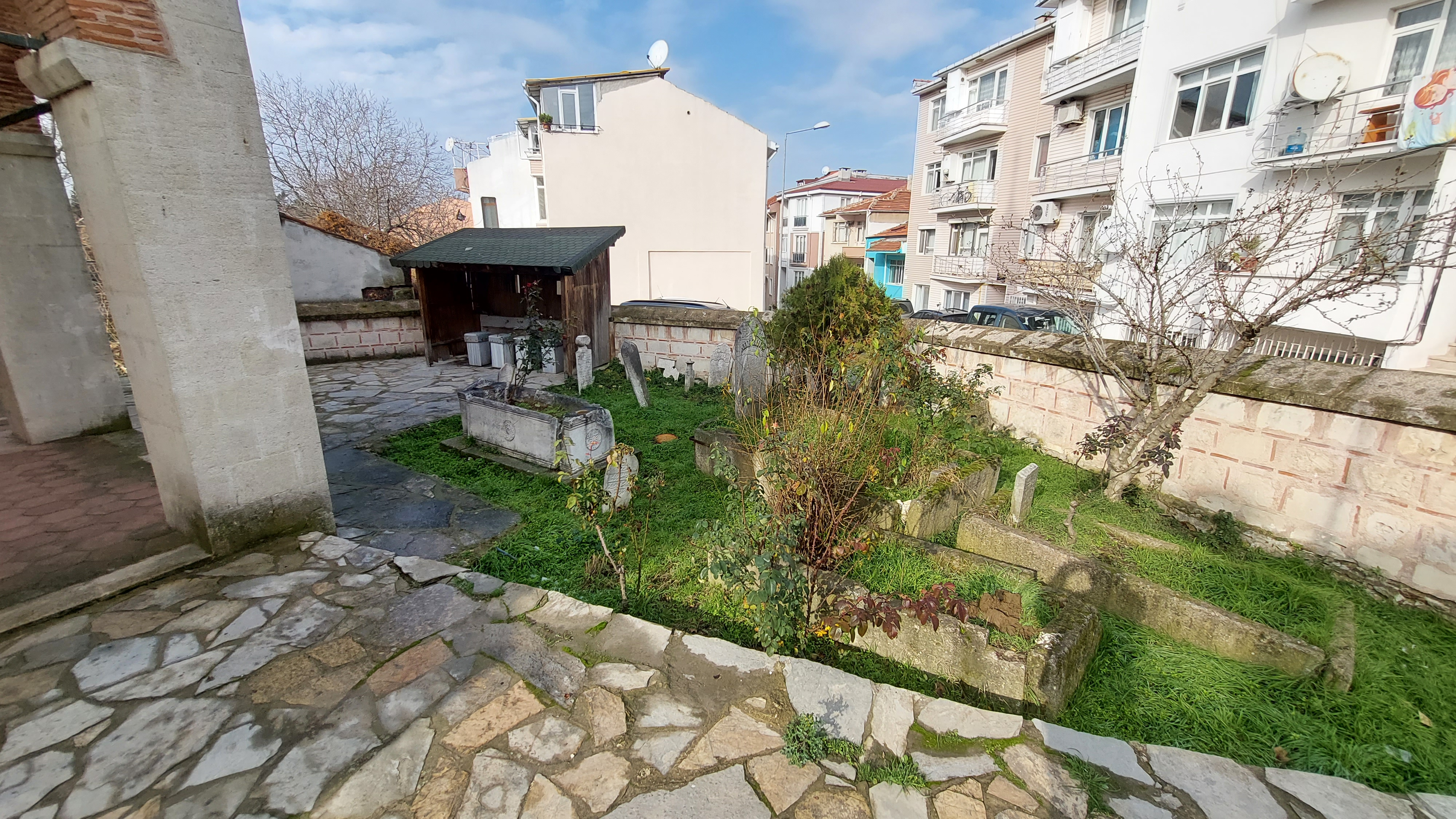
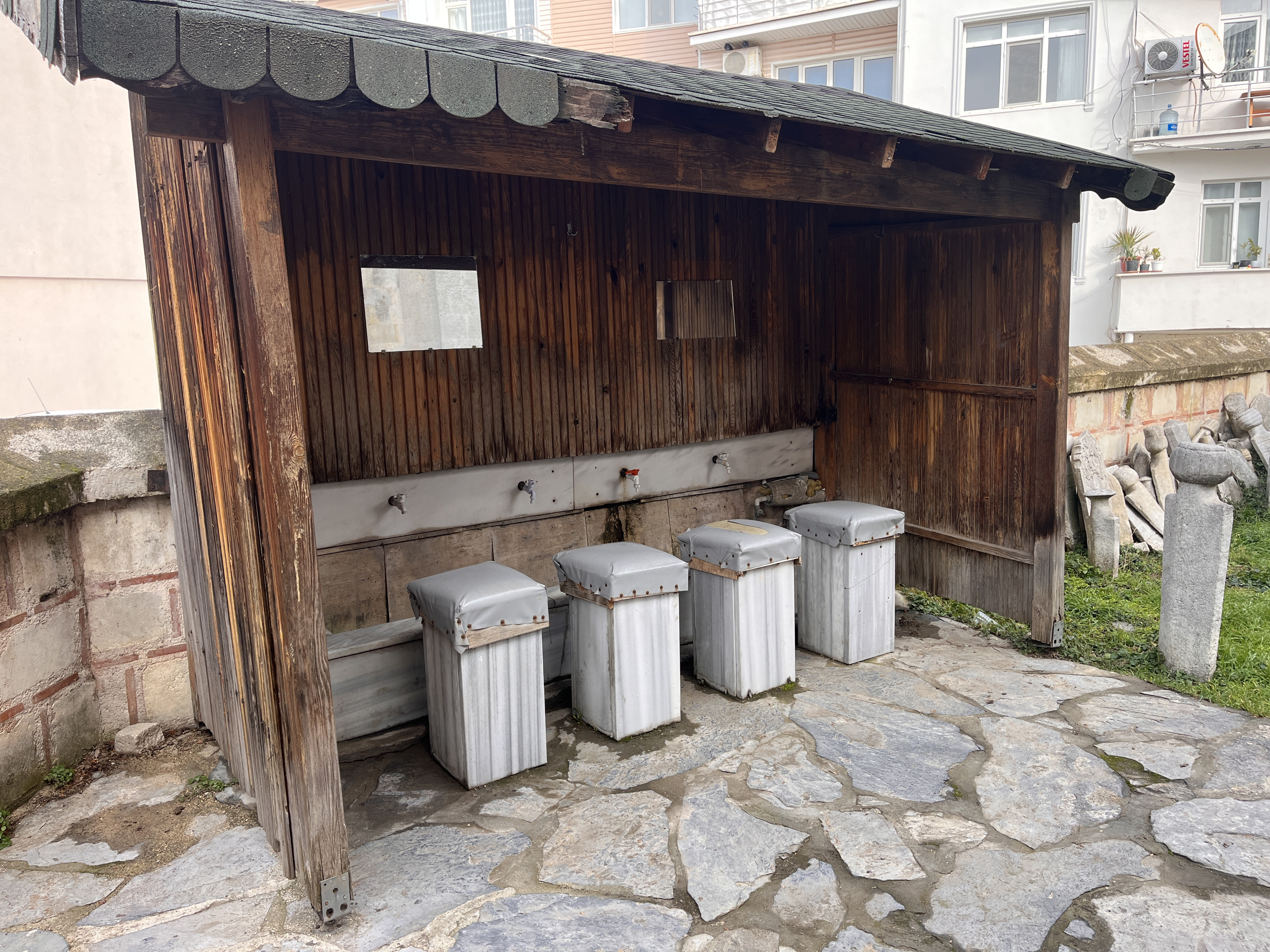
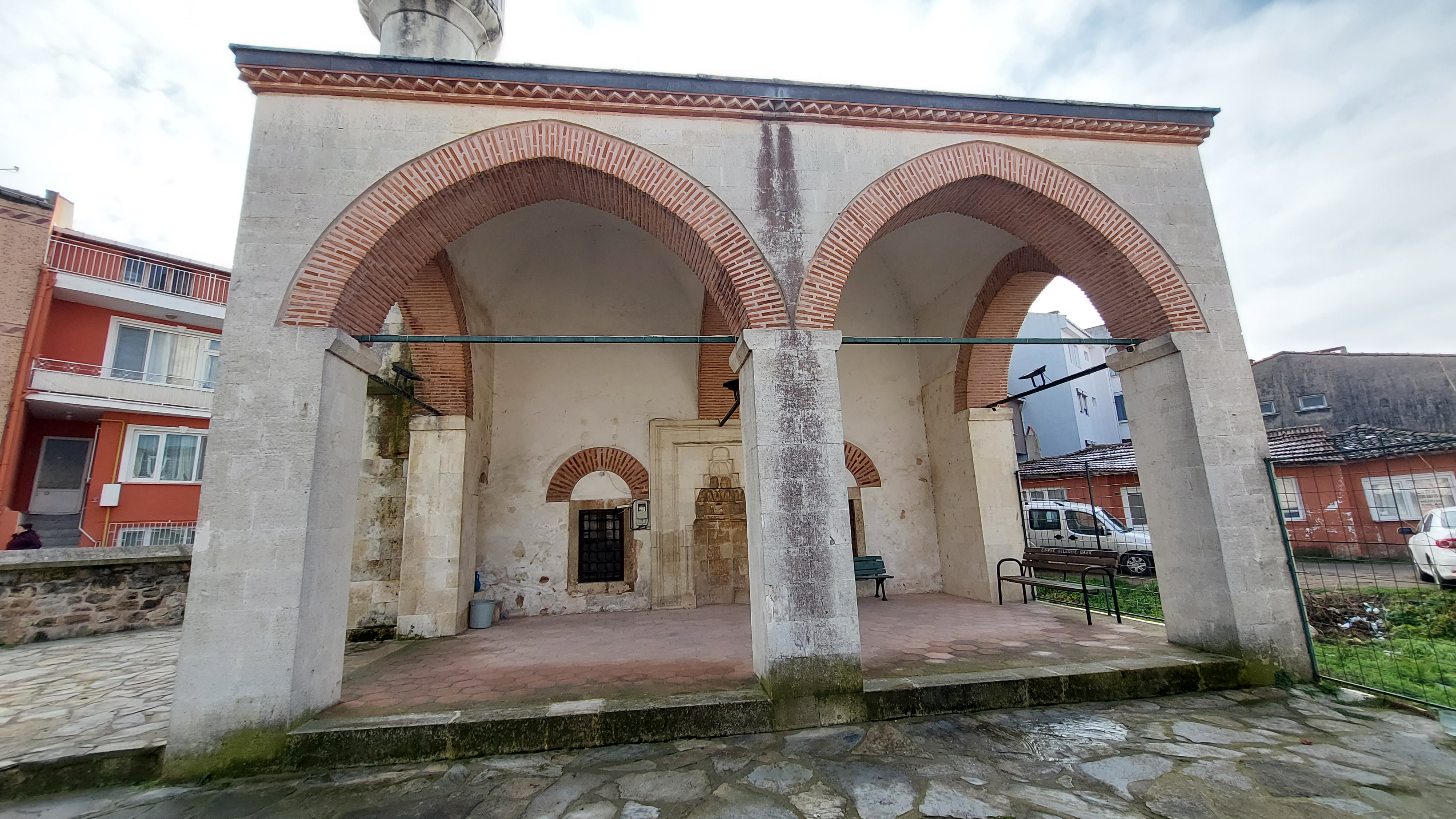
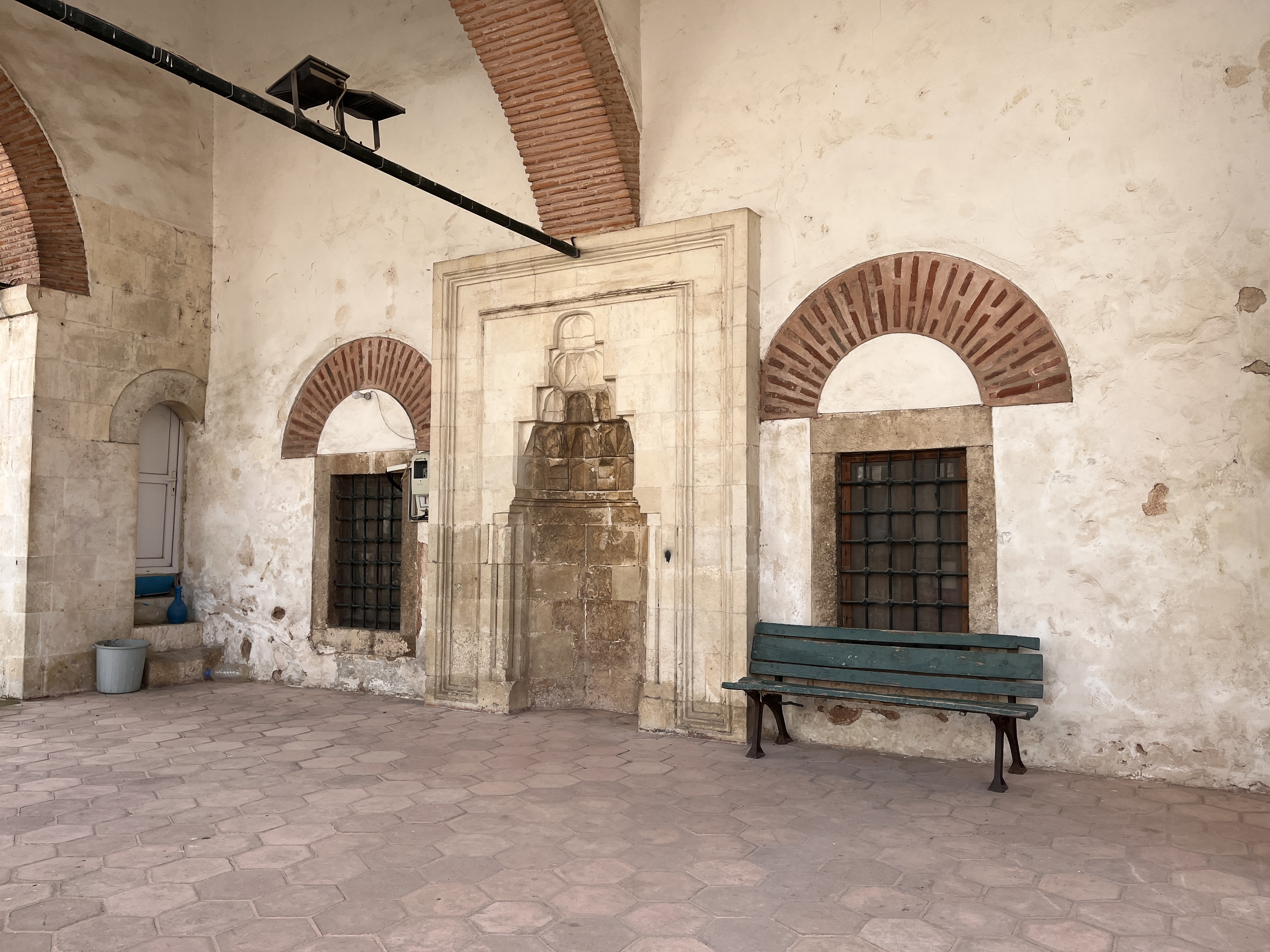
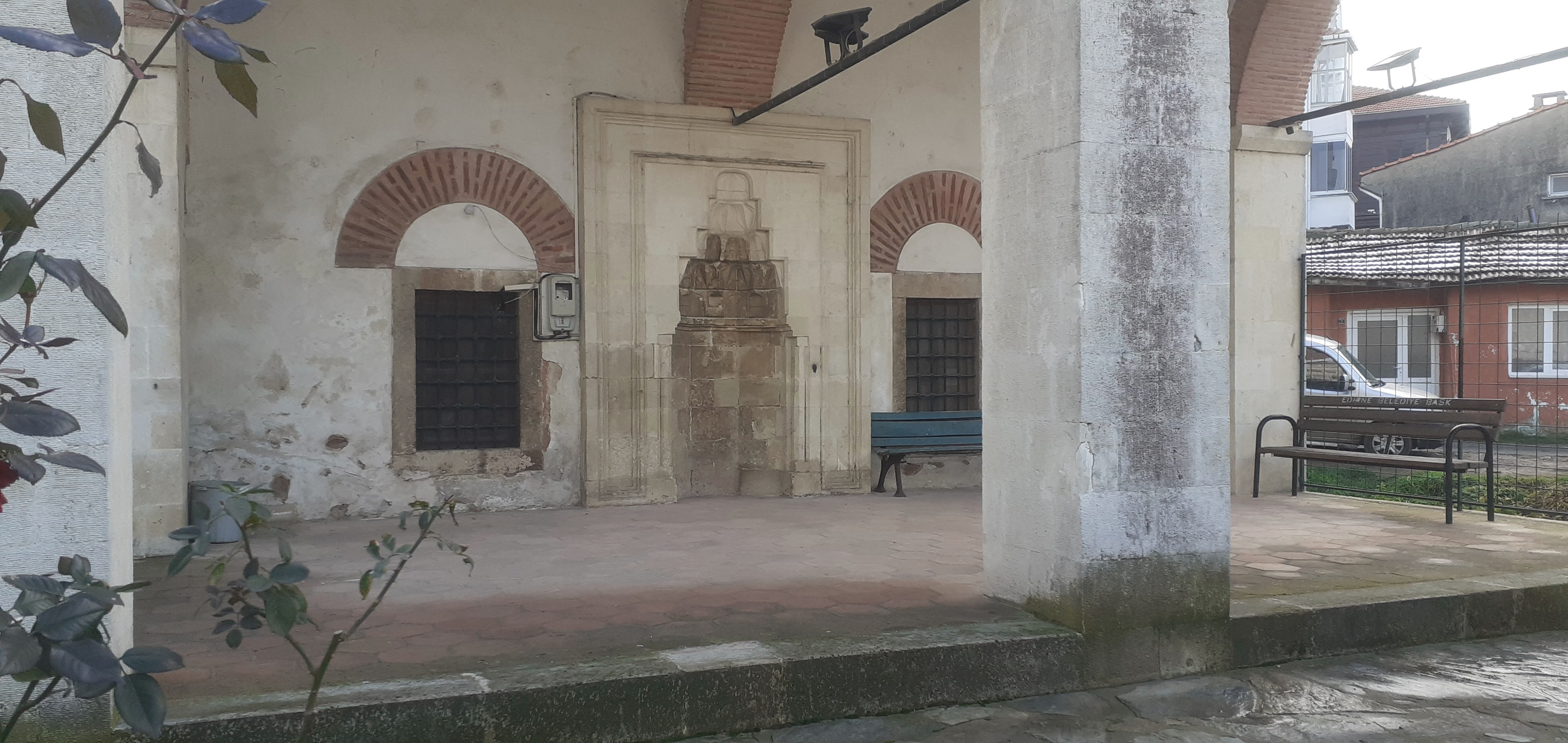
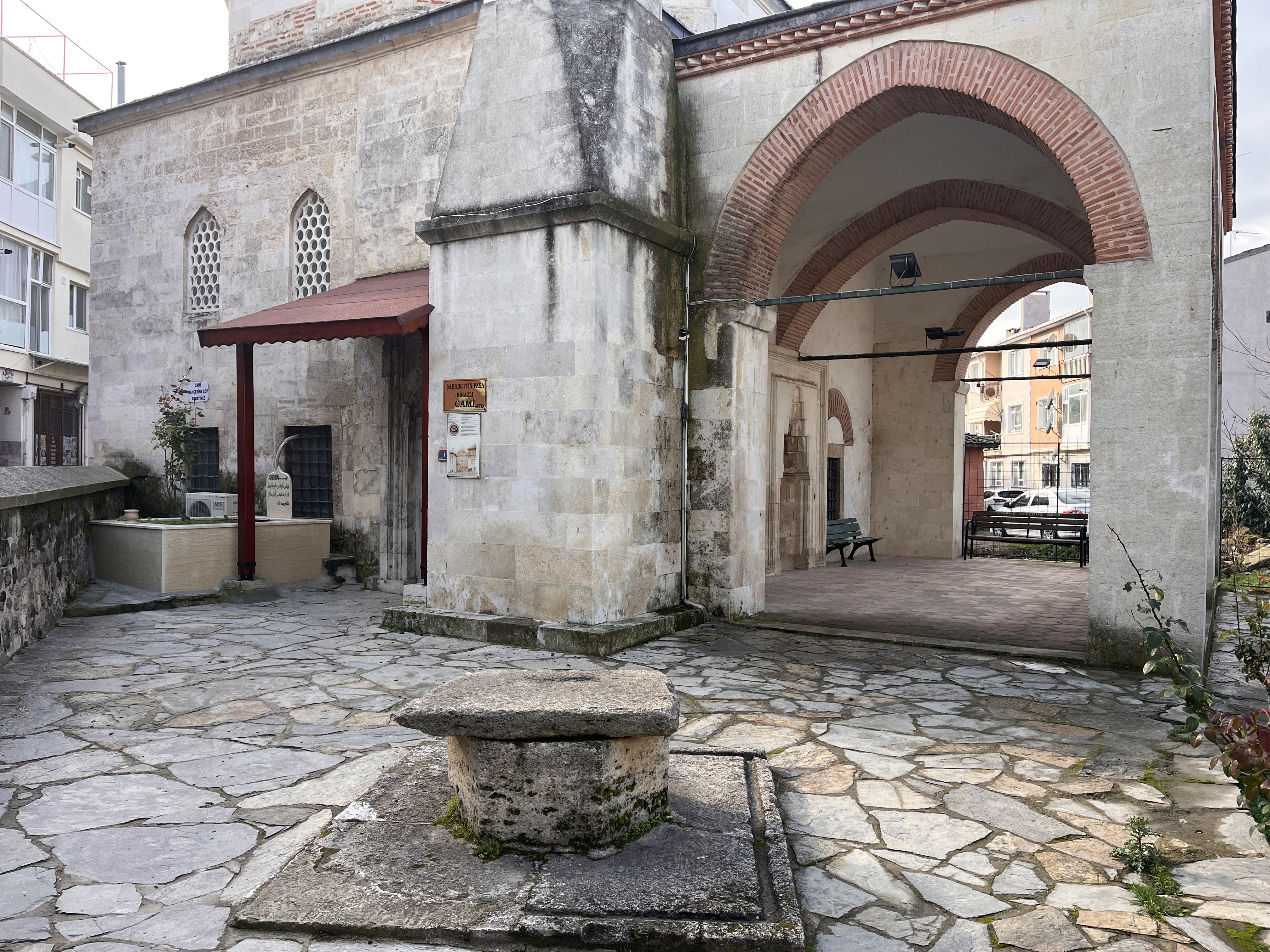
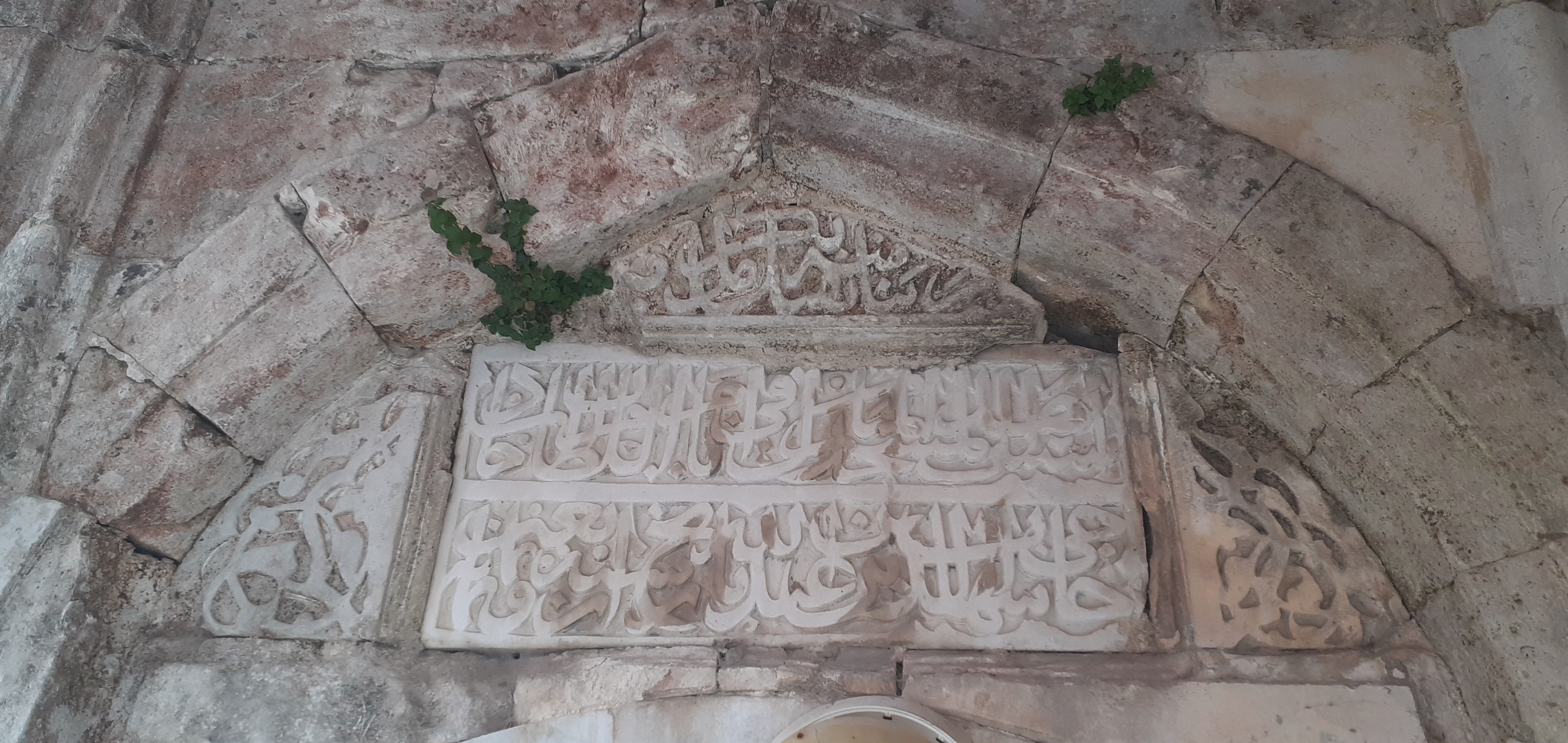
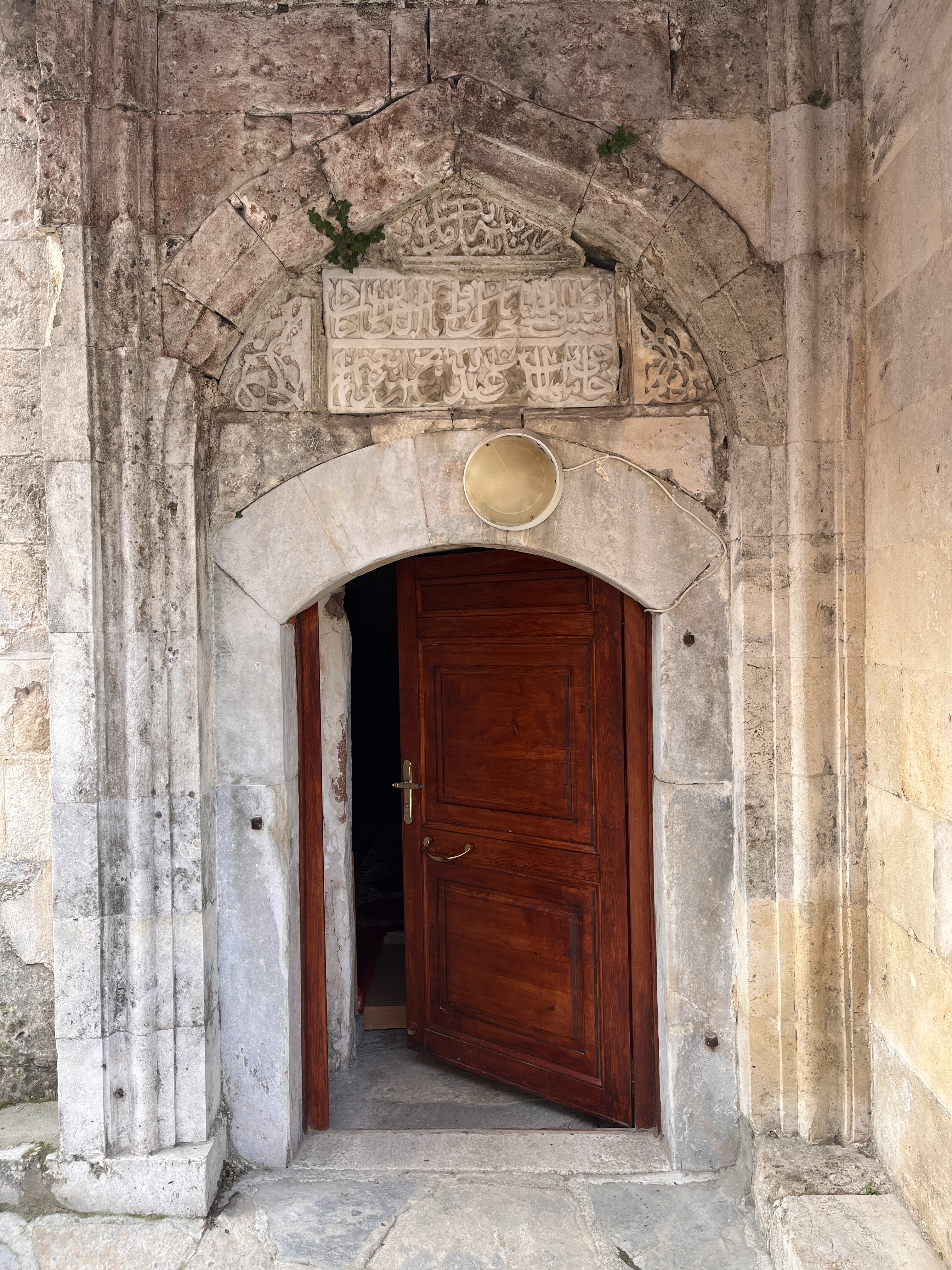
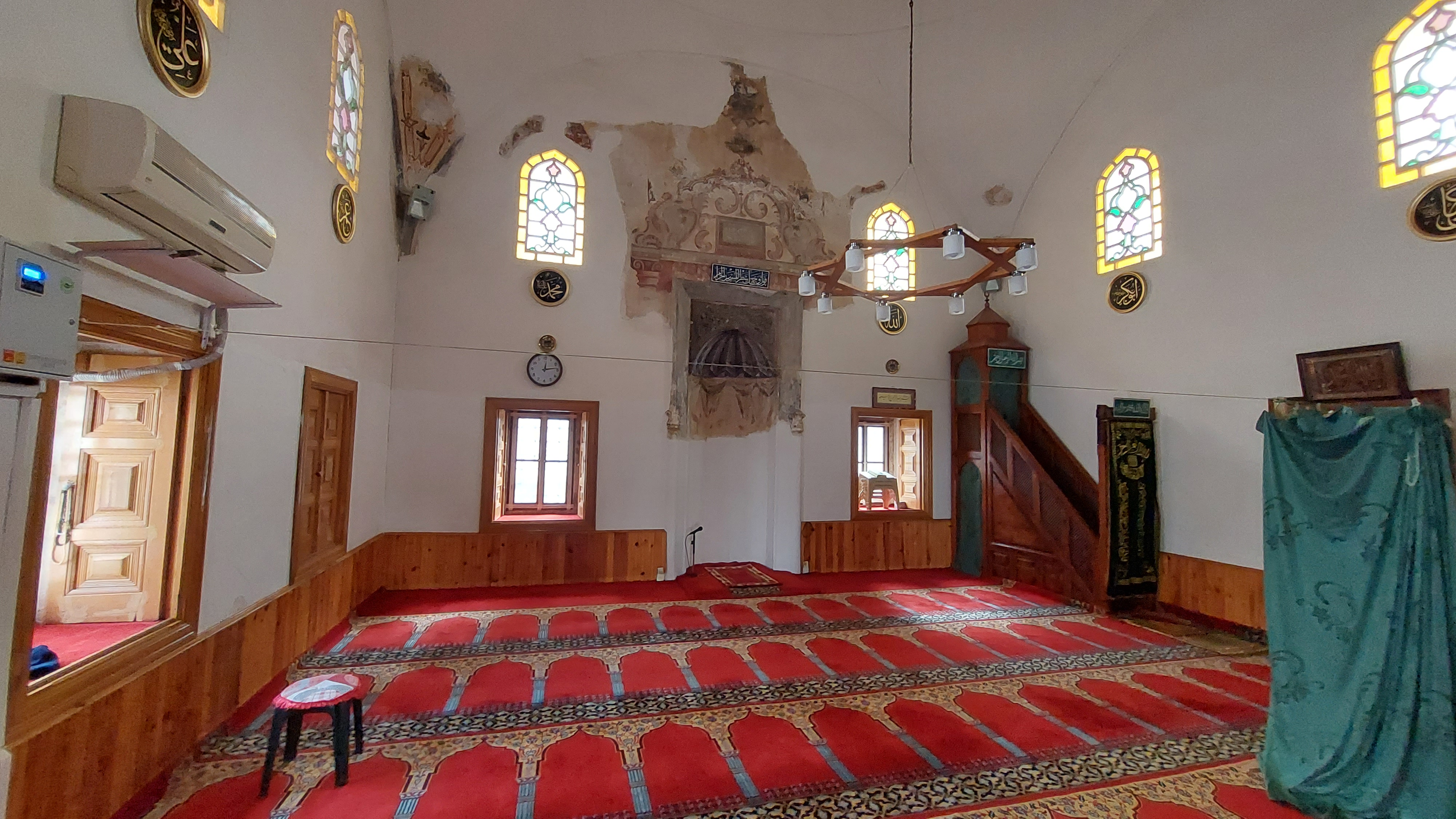
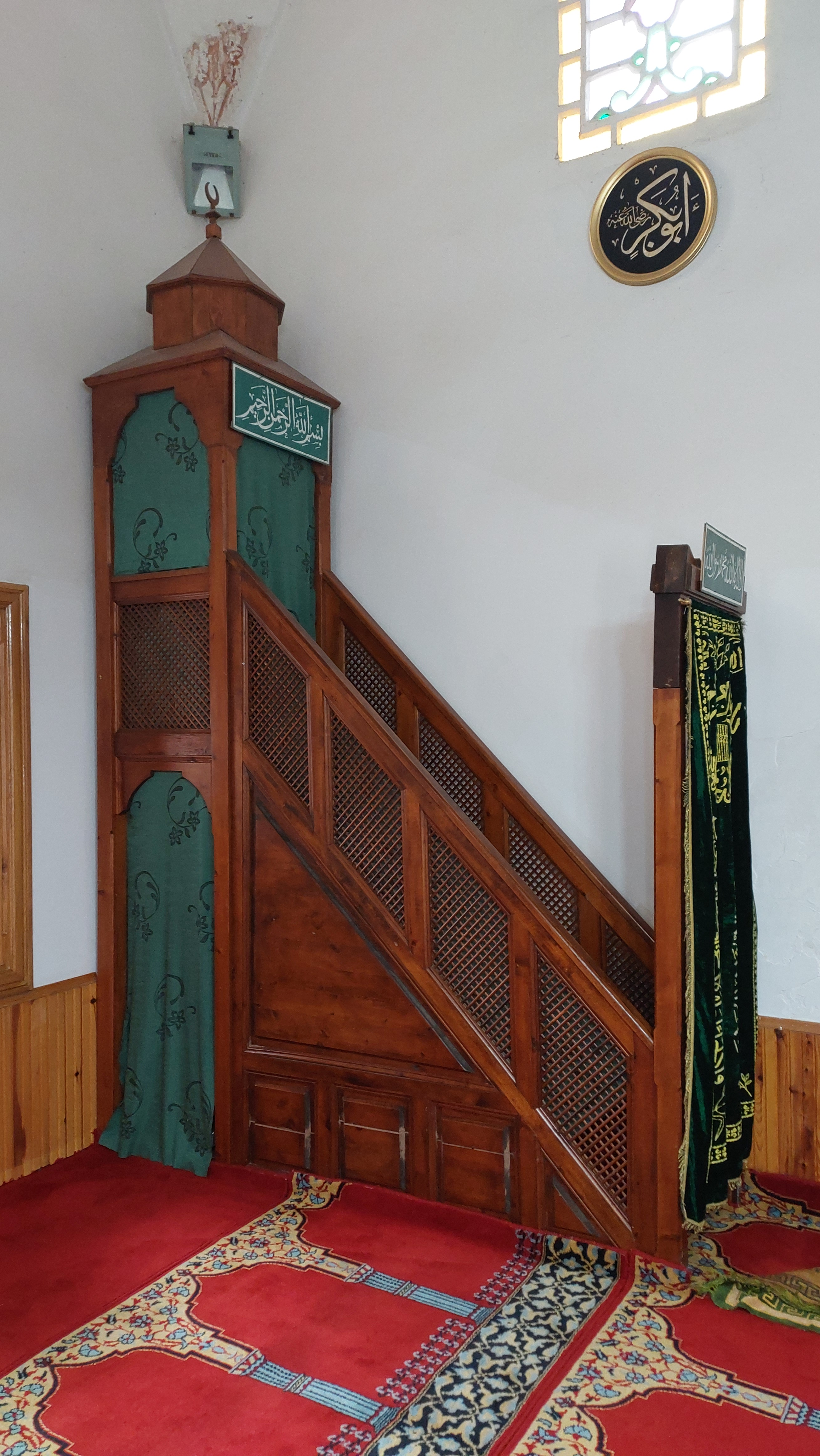
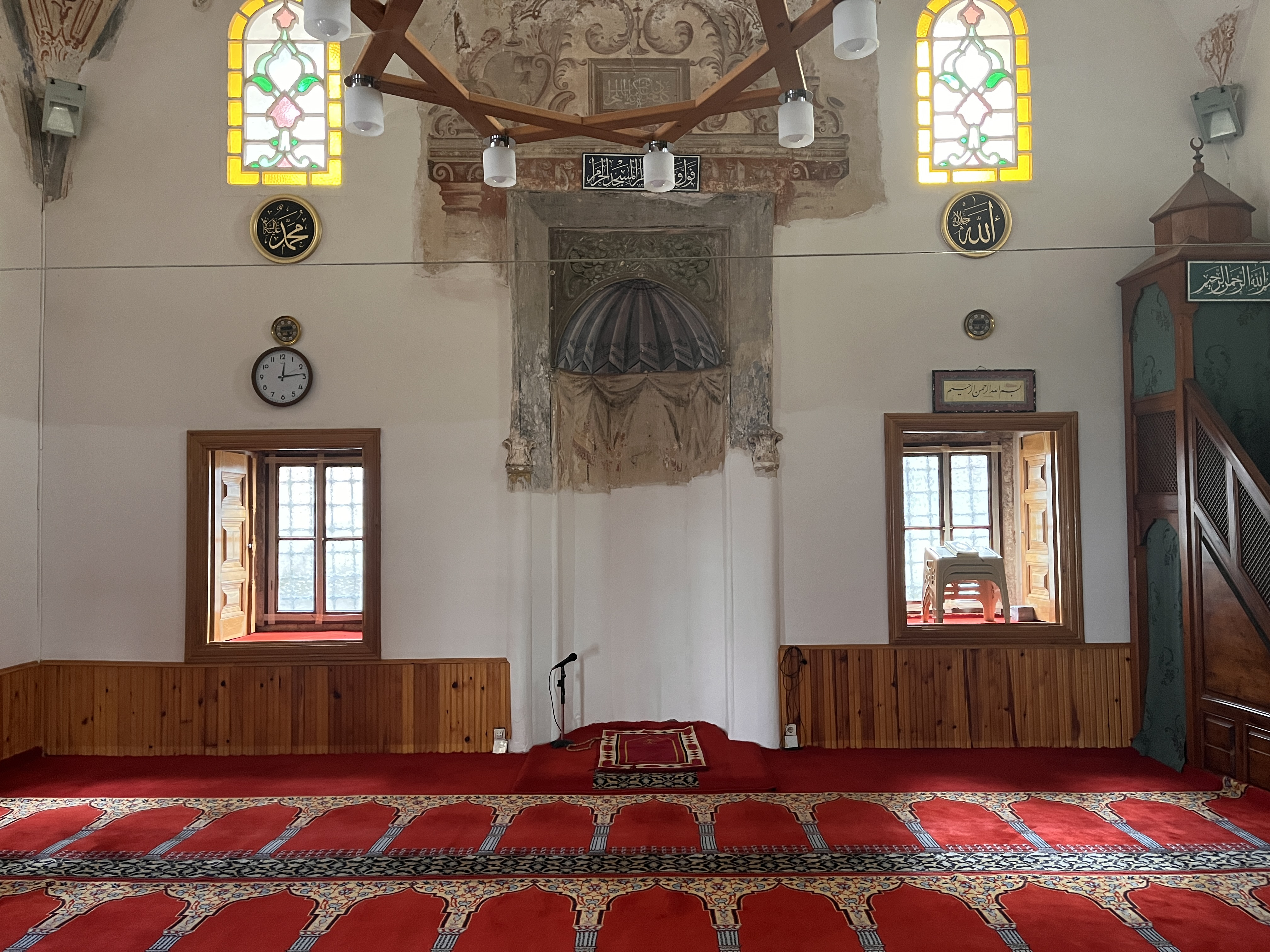
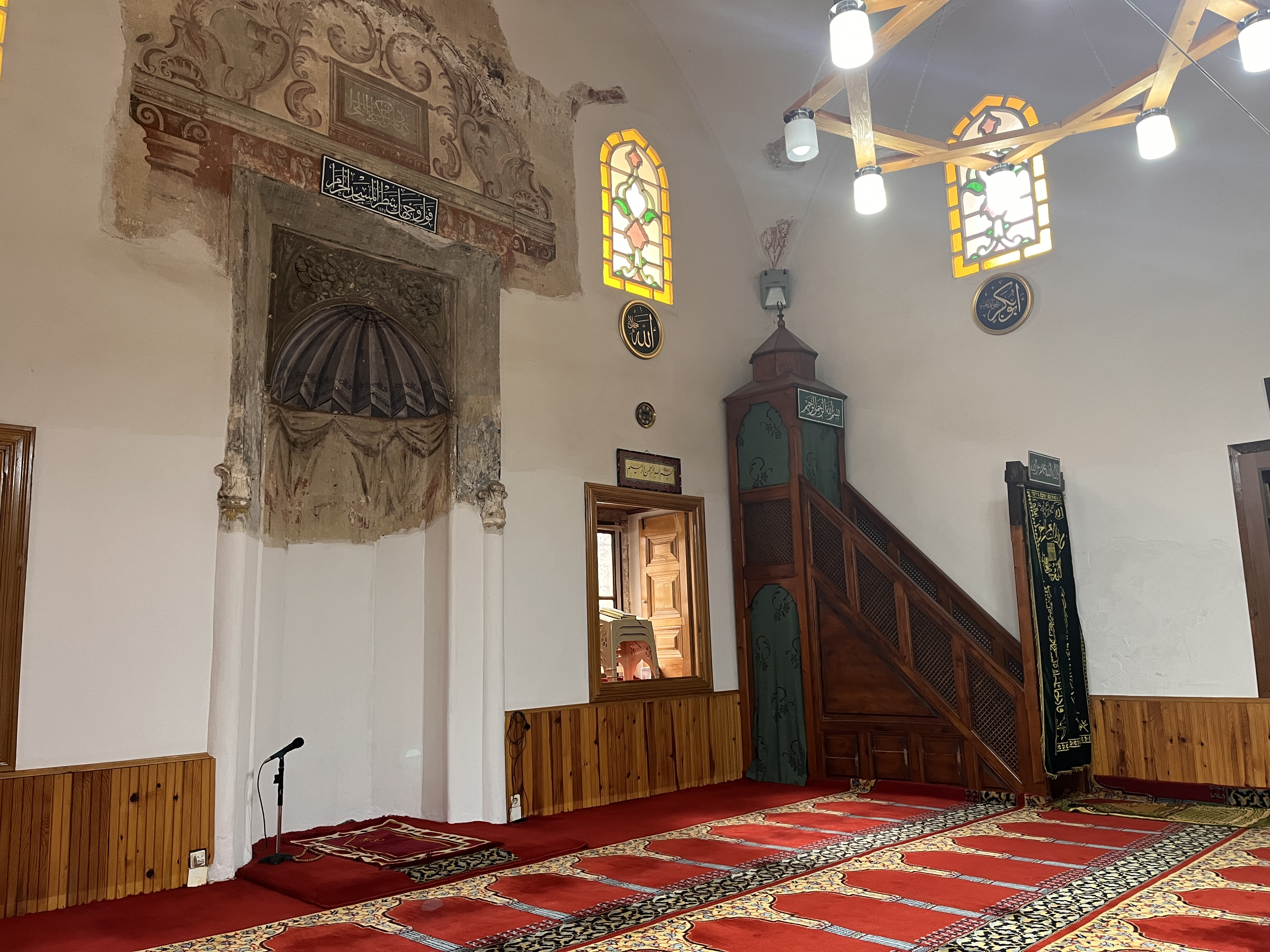
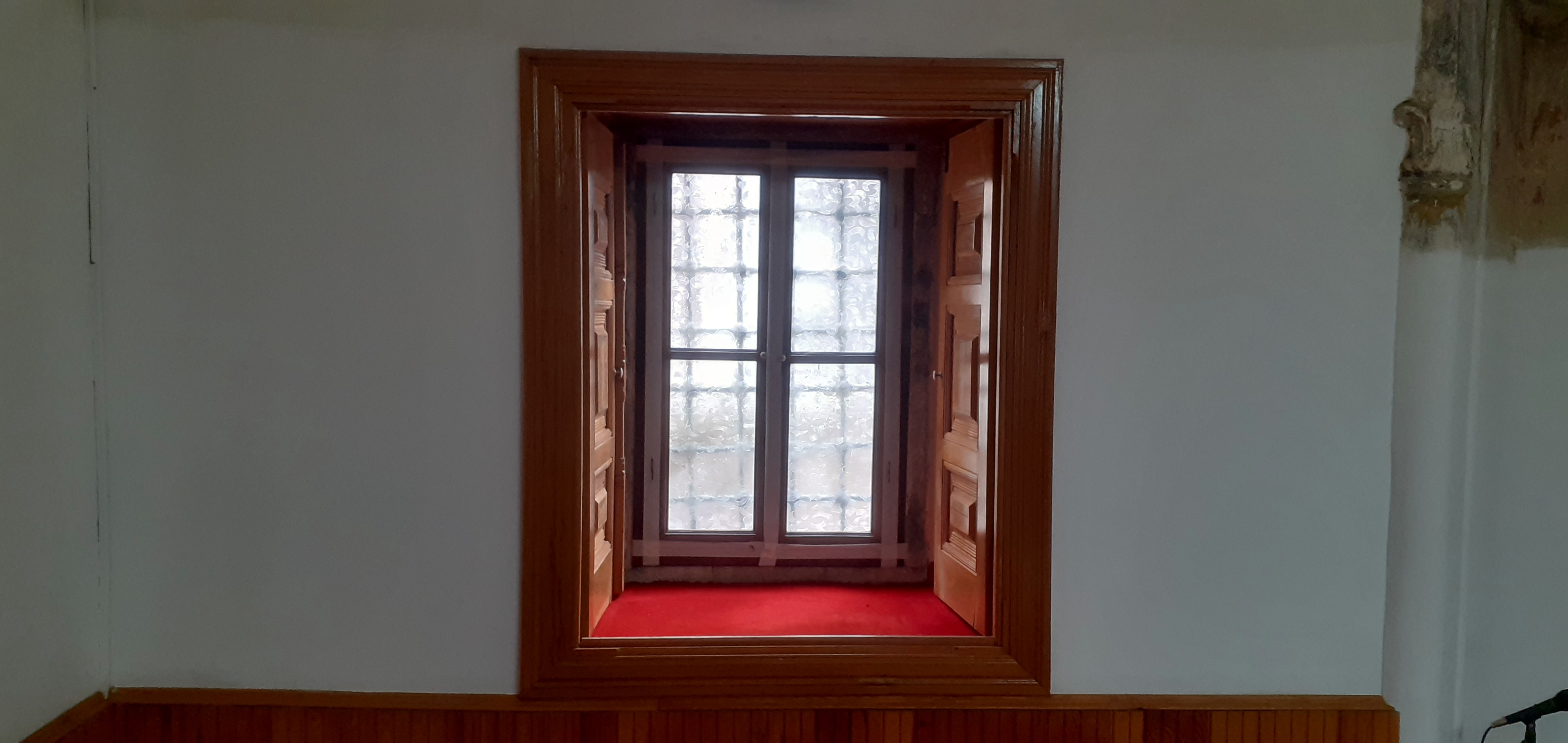
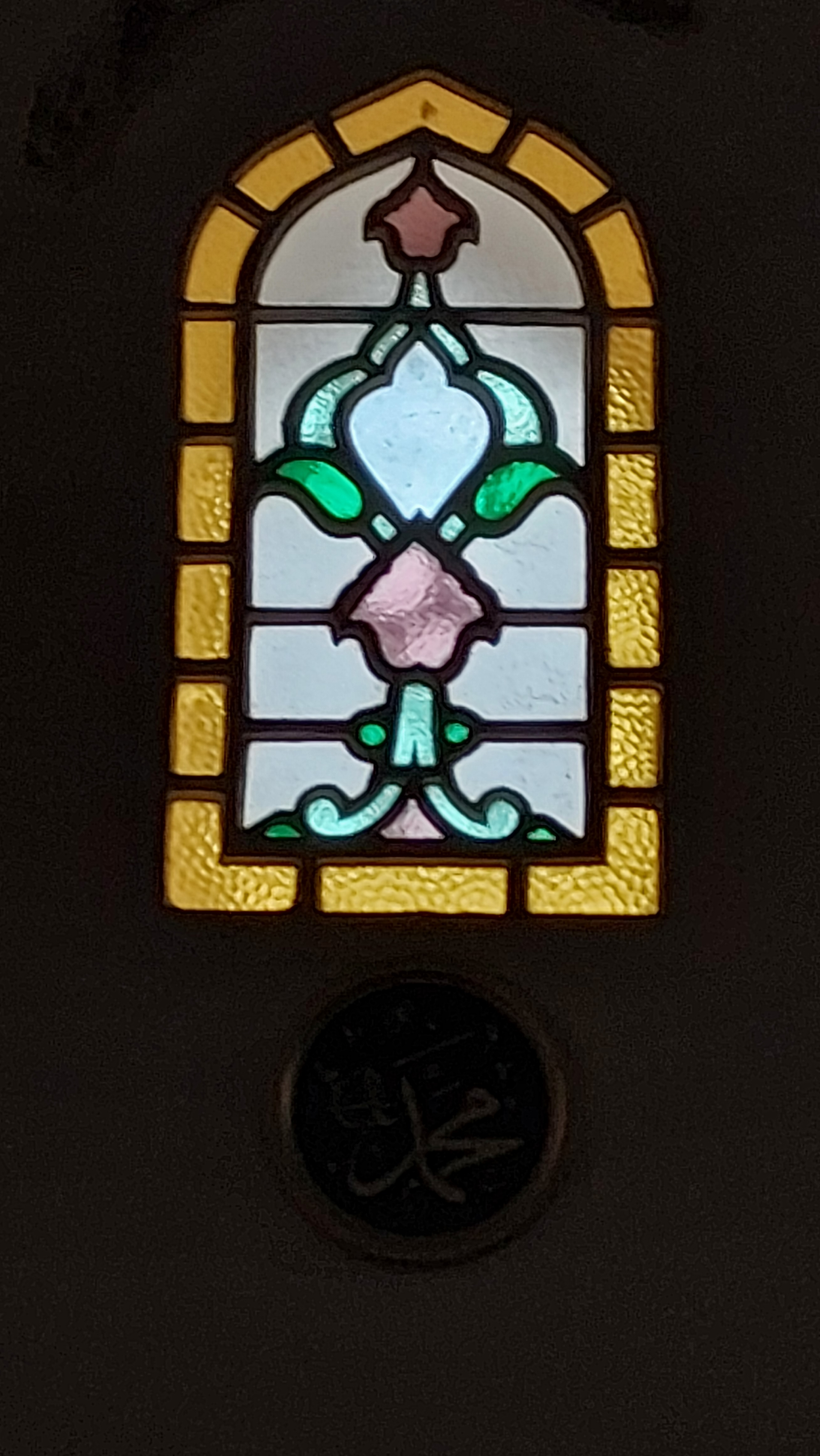
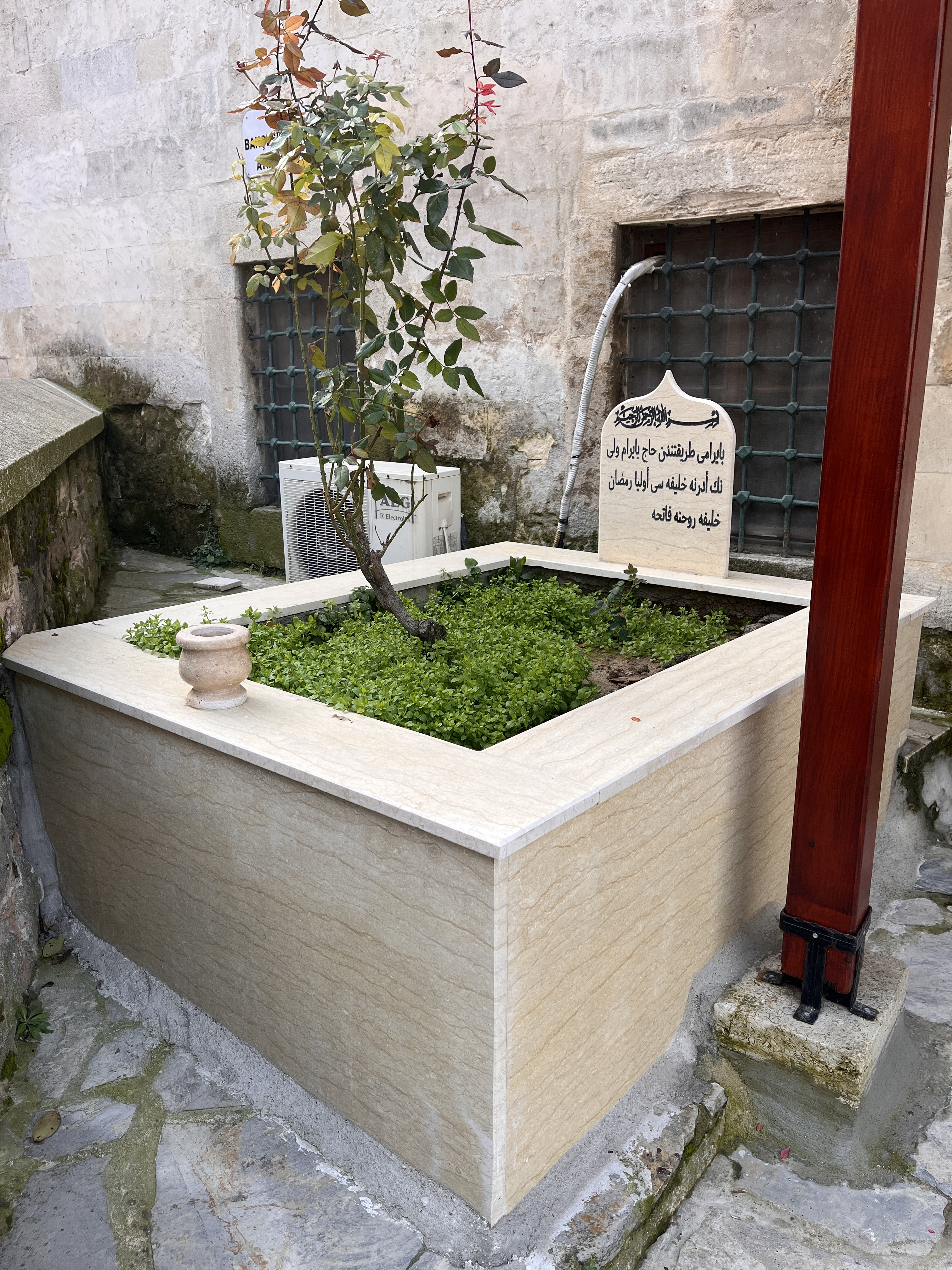